# Heideland (Turingia)
Heideland es un municipio situado en el distrito de Saale-Holzland, en el estado federado de Turingia (Alemania). Tiene una población estimada, a fines de 2024, de 1738 habitantes.
Está integrado a la mancomunidad de municipios (verwaltungsgemeinschaft) de Heideland-Elstertal-Schkölen.